# Crenatosiren olseni
Crenatosiren olseni (лат.) — вид вымерших растительноядных морских млекопитающих из семейства дюгоневых отряда сирен. Единственный вид рода Crenatosiren. Типовой образец — ископаемый череп UF/FGS V6094. Они обитали в прибрежных водах Северной Америки (США) в олигоцене (33,9—23,03 млн лет назад). Это были морские растительноядные животные.